# Glattalbahn
| Cobra-Tram im Corporate Design der VBG | |                          |                          |
| | |                          |                          |
| Streckennummer (BAV): | G001 (ZH Messe/Hal- lenstadion–Glattpark–- ZH Flughafen, Fracht) G002 (Glattpark–Walli- sellen–Stettbach, Bhf.) |                          |                          |
| Streckenlänge: | 12,7 km |                          |                          |
| Spurweite: | 1000 mm (Meterspur)                                                                                             |                          |                          |
| Stromsystem: | 600 = |                          |                          |
| Zweigleisigkeit: | ja |                          |                          |
| | |                          |                          |
| \| \| \| VBZ von Bucheggplatz \| \| \| \| \| Bahnhof Oerlikon \| \| \| \| \| VBZ von Milchbuck \| \| \| \| \| Sternen Oerlikon \| \| \| \| \| \| \| \| \| \| \| \| \| \| \| Bahnhof Oerlikon Ost \| \| \| \| \| VBZ nach Seebach \| \| \| \| \| Messe/Hallenstadion \| \| \| \| \| Eigentumsgrenze VBZ/VBG \| \| \| \| \| \| \| \| \| \| Leutschenbach \| \| \| \| \| Oerlikerhus \| \| \| \| \| \| \| \| \| \| Glattpark \| \| \| \| \| Fernsehstudio \| \| \| \| \| Auzelg \| \| \| \| \| 3. Etappe nach Stettbach \| \| \| \| \| Lindberghplatz \| \| \| \| \| Stelze/Margarethen \| \| \| \| \| Bahnhof Glattbrugg \| \| \| \| \| Bäuler \| \| \| \| \| Unterriet \| \| \| \| \| Viadukt Balsberg \| \| \| \| \| Kloten Balsberg \| \| \| \| \| Viadukt Balsberg \| \| \| \| \| Zürich Flughafen \| \| \| \| \| Zürich Flughafen, Fracht \| \| \| \| \| Option Ringbahn Hardwald \| \| \| \| \| 3. Etappe nach Stettbach \| \| \| \| \| Herti \| \| \| \| \| Belair \| \| \| \| \| Bahnhof Wallisellen \| \| \| \| \| Viadukt Wallisellen \| \| \| \| \| Glatt \| \| \| \| \| Viadukt Wallisellen \| \| \| \| \| Neugut \| \| \| \| \| Am Ring \| \| \| \| \| Ringwiesen \| \| \| \| \| Eigentumsgrenze VBG/VBZ \| \| \| \| \| Bahnhof Stettbach \| \| \| \| \| VBZ nach Milchbuck \| \| | |                          |                          |
| U-Bahn-Strecke | | VBZ von Bucheggplatz     | VBZ von Bucheggplatz     |
| U-Bahn-Bahnhof | | Bahnhof Oerlikon         | Bahnhof Oerlikon         |
| U-Bahn-Strecke von rechts · U-Bahn-Strecke | | VBZ von Milchbuck        | VBZ von Milchbuck        |
| U-Bahn-Haltepunkt / Haltestelle · U-Bahn-Haltepunkt / Haltestelle | | Sternen Oerlikon         | Sternen Oerlikon         |
| U-Bahn-Strecke nach links · U-Bahn-Abzweig geradeaus und von rechts | |                          |                          |
| U-Bahn-Strecke von links · U-Bahn-Abzweig geradeaus und nach rechts | |                          |                          |
| U-Bahn-Strecke · U-Bahn-Haltepunkt / Haltestelle | | Bahnhof Oerlikon Ost     | Bahnhof Oerlikon Ost     |
| U-Bahn-Strecke · U-Bahn-Abzweig geradeaus und nach links | | VBZ nach Seebach         | VBZ nach Seebach         |
| U-Bahn-Bahnhof · U-Bahn-Strecke | | Messe/Hallenstadion      | Messe/Hallenstadion      |
| U-Bahn-Grenze · U-Bahn-Grenze | | Eigentumsgrenze VBZ/VBG  | Eigentumsgrenze VBZ/VBG  |
| U-Bahn-Strecke nach links · U-Bahn-Abzweig geradeaus, nach rechts und von rechts | |                          |                          |
| U-Bahn-Haltepunkt / Haltestelle | | Leutschenbach            | Leutschenbach            |
| U-Bahn-Haltepunkt / Haltestelle | | Oerlikerhus              | Oerlikerhus              |
| U-Bahn-Strecke von links · U-Bahn-Abzweig geradeaus, nach rechts und von rechts | |                          |                          |
| U-Bahn-Haltepunkt / Haltestelle · U-Bahn-Haltepunkt / Haltestelle | | Glattpark                | Glattpark                |
| U-Bahn-Haltepunkt / Haltestelle · U-Bahn-Strecke | | Fernsehstudio            | Fernsehstudio            |
| U-Bahn-Bahnhof · U-Bahn-Strecke | | Auzelg                   | Auzelg                   |
| U-Bahn-Strecke · U-Bahn-Strecke | | 3. Etappe nach Stettbach | 3. Etappe nach Stettbach |
| U-Bahn-Strecke · U-Bahn-Haltepunkt / Haltestelle | | Lindberghplatz           | Lindberghplatz           |
| U-Bahn-Strecke · U-Bahn-Tunnel | | Stelze/Margarethen       | Stelze/Margarethen       |
| U-Bahn-Strecke · U-Bahn-Haltepunkt / Haltestelle | | Bahnhof Glattbrugg       | Bahnhof Glattbrugg       |
| U-Bahn-Strecke · U-Bahn-Haltepunkt / Haltestelle | | Bäuler                   | Bäuler                   |
| U-Bahn-Strecke · U-Bahn-Haltepunkt / Haltestelle | | Unterriet                | Unterriet                |
| U-Bahn-Strecke · U-Bahn-Brücke | | Viadukt Balsberg         | Viadukt Balsberg         |
| U-Bahn-Strecke · U-Bahn-Haltepunkt / Haltestelle | | Kloten Balsberg          | Kloten Balsberg          |
| U-Bahn-Strecke · U-Bahn-Brücke | | Viadukt Balsberg         | Viadukt Balsberg         |
| U-Bahn-Strecke · U-Bahn-Haltepunkt / Haltestelle | | Zürich Flughafen         | Zürich Flughafen         |
| U-Bahn-Strecke · U-Bahn-Kopfbahnhof Strecke ab hier außer Betrieb | | Zürich Flughafen, Fracht | Zürich Flughafen, Fracht |
| U-Bahn-Strecke · U-Bahn-Strecke nach links (außer Betrieb) | | Option Ringbahn Hardwald | Option Ringbahn Hardwald |
| U-Bahn-Strecke | | 3. Etappe nach Stettbach | 3. Etappe nach Stettbach |
| U-Bahn-Haltepunkt / Haltestelle | | Herti                    | Herti                    |
| U-Bahn-Haltepunkt / Haltestelle | | Belair                   | Belair                   |
| U-Bahn-Haltepunkt / Haltestelle | | Bahnhof Wallisellen      | Bahnhof Wallisellen      |
| U-Bahn-Brücke | | Viadukt Wallisellen      | Viadukt Wallisellen      |
| U-Bahn-Haltepunkt / Haltestelle | | Glatt                    | Glatt                    |
| U-Bahn-Brücke | | Viadukt Wallisellen      | Viadukt Wallisellen      |
| U-Bahn-Haltepunkt / Haltestelle | | Neugut                   | Neugut                   |
| U-Bahn-Haltepunkt / Haltestelle | | Am Ring                  | Am Ring                  |
| U-Bahn-Haltepunkt / Haltestelle | | Ringwiesen               | Ringwiesen               |
| U-Bahn-Grenze | | Eigentumsgrenze VBG/VBZ  | Eigentumsgrenze VBG/VBZ  |
| U-Bahn-Bahnhof | | Bahnhof Stettbach        | Bahnhof Stettbach        |
| U-Bahn-Strecke | | VBZ nach Milchbuck       | VBZ nach Milchbuck       |

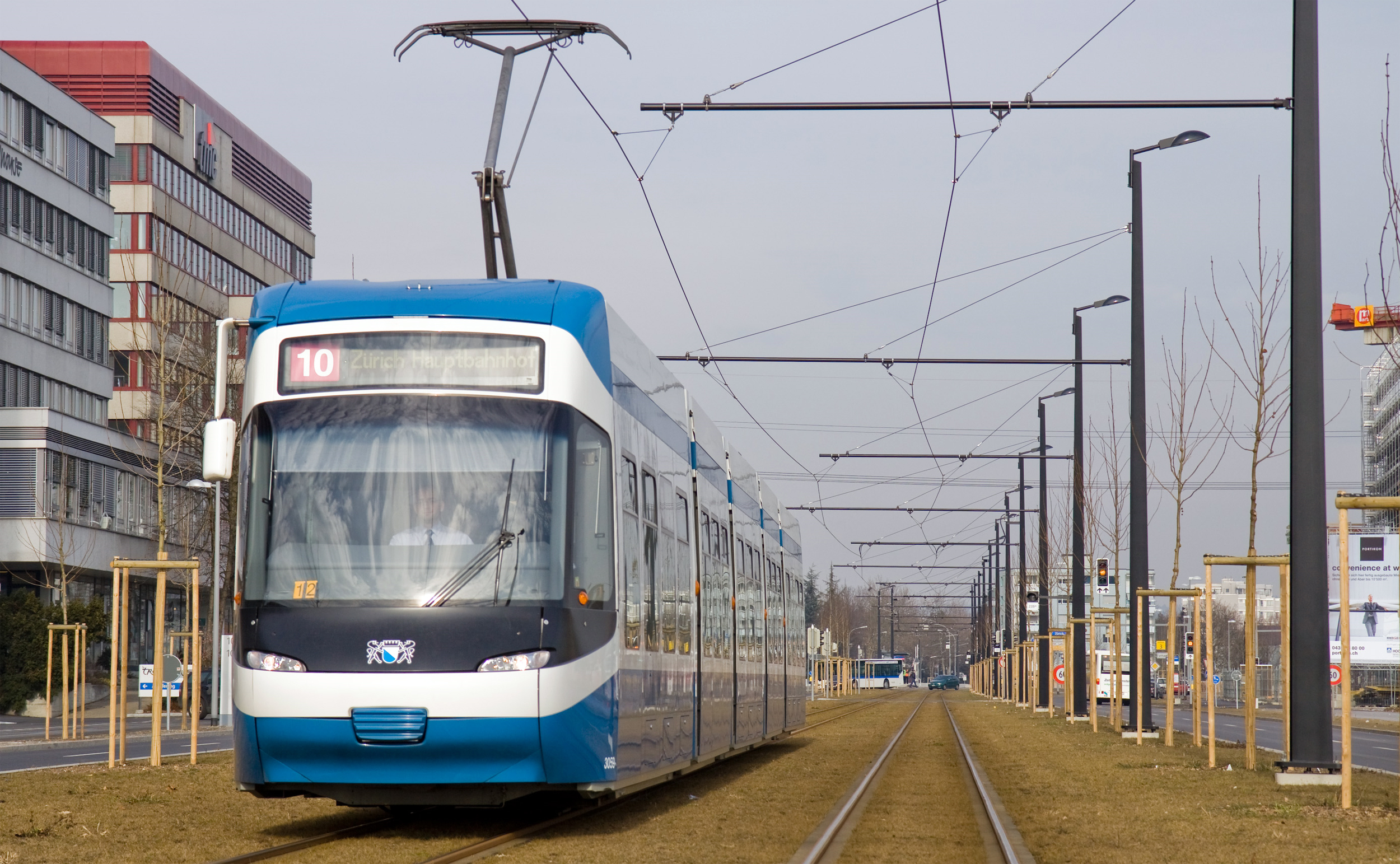
Zürcher Tramlinie 10 Richtung Zürcher Hauptbahnhof

Die Glattalbahn (ursprünglich Stadtbahn Glattal) ist ein meterspuriges Tram-Infrastrukturprojekt im Norden der Stadt Zürich und in den nördlichen Vorortgemeinden im Glatttal. Die Strecke ist Teil der Strassenbahn Zürich und bindet die Stadtkreise 11 und 12 sowie die Gemeinden Opfikon/Glattbrugg, Rümlang, Wallisellen, Dübendorf, Kloten und in einem weiteren Schritt auch Bassersdorf besser an das Netz des öffentlichen Verkehrs der Stadt Zürich an.
Konzessionär und Eigentümer der Infrastruktur der Stadtbahn sind die Verkehrsbetriebe Glattal (VBG). Die Glattalbahn verbindet unter anderem den Zürcher Hauptbahnhof via Oerlikon – ein Zentrum im Glatttal – mit dem Flughafen Zürich. Hierfür wurde die Glattalbahn so gebaut, dass sie mit dem Schienennetz der Verkehrsbetriebe Zürich (VBZ) verbunden werden kann und das Rollmaterial kompatibel ist. Mit dem Betrieb der Glattalbahn wurden von den VBG die VBZ beauftragt.

## Strecken

### Messe/Hallenstadion–Glattpark–Auzelg (Etappe 1)
Von September 2004 bis November 2006 wurde ein Anschluss an die Tramlinie 11 der VBZ gebaut. Von der neuen Abzweigung bei der Haltestelle Messe/Hallenstadion führt das Trassee stadtauswärts auf dem Mittelstreifen der Thurgauerstrasse über die Verzweigung Leutschenbach zur Verzweigung Glattpark (ursprünglich Ambassador), biegt dort Richtung Osten ab und führt nördlich am Fernsehstudio vorbei zur Wendeschleife Auzelg. Die Anlagen wurden am 11. Oktober 2006 von den VBG abgenommen. Am 16. Oktober begann der Testbetrieb unter Leitung der VBZ. Auf Basis der Abnahme und des Probebetriebs durch die VBZ wurde den VBG am 29. November 2006 die definitive Betriebsbewilligung durch das Bundesamt für Verkehr (BAV) erteilt.

#### Betrieb
Entgegen ersten Planungen (separate «Linie B») wurde die erste Etappe durch die verlängerte Tramlinie 11 der VBZ bedient. Die Inbetriebnahme fand zum Fahrplanwechsel am 10. Dezember 2006 statt. Es werden Trams der Typen Be 4/6 «Tram 2000» und Be 5/6 «Cobra» der VBZ eingesetzt. Mittelfristig wird angestrebt, zur Hälfte Cobra-Trams und zur Hälfte Tram 2000 einzusetzen.
Auf der neuen Strecke gilt der normale Taktfahrplan der Stadt Zürich: tagsüber alle 7,5 Minuten, am Abend und sonntags alle 10 Minuten, und in den Randstunden alle 15 Minuten. 
Erstmals seit 1956 befanden sich wieder Tramhaltestellen, die von den VBZ bedient werden, (knapp) ausserhalb der Stadt Zürich – auf dem Gebiet der Gemeinde Opfikon (und damit genaugenommen auch ausserhalb der Tarifzone der Stadt Zürich). Der gesamte Abschnitt Glattpark–Auzelg wurde deshalb als überlappenden Tarifzonenbereich (resp. gedehnte Tarifzonengrenze) festgelegt, auf der Tickets von beiden angrenzenden Tarifzonen gültig sind.
Zur Vermeidung von Parallelverkehren wurden mit Inbetriebnahme der Stadtbahn drei Buslinien überarbeitet; der Endpunkt der Linie 45 wurde von der alten Haltestelle Auzelg (neu Auzelg Ost) vor das SRZ-Ausbildungszentrum Rohwiesen gelegt, womit ein Teil der Auzelg-Siedlung die direkte Verbindung zum Bahnhof Oerlikon verloren hat und längere Fusswege in Kauf nehmen muss. Die Linie 788 (Bahnhof Oerlikon–TMC), die nur zu Stosszeiten in Lastrichtung betrieben worden war, wurde stillgelegt. Ihre Aufgabe übernahm die Linie 781 – in den Stosszeiten mit zusätzlichen Direktfahrten (als Linie E781) zwischen Bahnhof Oerlikon und der neuen Haltestelle Earthartstrasse (unmittelbar bei den Häusern der ersten Etappe des Glattparks).

### Glattpark–Flughafen Fracht (Etappe 2)
Im September 2006 wurde die zweite Etappe der Glattalbahn in Angriff genommen, deren Inbetriebnahme am 14. Dezember 2008 erfolgt ist. Der Spatenstich fand am 27. Oktober statt. Erstellt wurde eine Strecke von der Verzweigung Glattpark in Richtung Norden zum Flughafen. Der Abschnitt umfasst erstmals auch zwei grosse Kunstbauten mit einem entsprechend hohen Bauaufwand.
Die Strecke verläuft von der Haltestelle Glattpark weiter der Thurgauerstrasse entlang nach Norden bis Stelze. Hier unterquert der Stelzen-Tunnel die Bahnstrecken Oerlikon–Flughafen und Oerlikon–Kloten. Ab Bahnhof Glattbrugg folgt die Glattalbahn kurz der Bahnstrecke Oerlikon–Oberglatt und folgt der Flughofstrasse (der Individualverkehr wurde auf die Birchstrasse verlegt) nach Norden.
Am Südrand des Flughafenareals beginnt der Balsberg-Viadukt, der die Glattalbahn aus Platzgründen über der Flughofstrasse auf Höhe des Bahndamms der Strecke Oerlikon–Kloten führt – eine Haltestelle in Hochlage auf dem Viadukt stellt via eine parallel zum Bahndamm über die Autobahn A51 führende Passerelle den Anschluss zum Bahnhof Balsberg her. Im weiteren Verlauf zum Flughafen erreicht die Glattalbahn wieder Strassenniveau und erreicht den im Rahmen der fünften Flughafenbauetappe erstellten Bushof am Flughafen Zürich. Von dort aus geht es nach Osten zur Endhaltestelle Flughafen Fracht. Diese Wendeschleife wurde so konzipiert, dass zu einem späteren Zeitpunkt relativ problemlos eine Verlängerung nach Kloten sowie Bassersdorf eingerichtet werden kann.
Zeitgleich mit den VBG haben die VBZ zwischen Ende 2007 und Mitte 2008 eine knapp 500 Meter lange Tramstrecke erstellt, die von der Tramstrecke Oerlikon–Seebach abzweigt und über die Binzmühlestrasse zur Verzweigung Leutschenbach führt.

#### Betrieb
Ursprünglich als neue «Linie A» geplant, verkehrt seit dem 14. Dezember 2008 die VBZ-Tramlinie 10 (Hauptbahnhof–Bhf. Oerlikon) neu ab Sternen Oerlikon zur Haltestelle Bahnhof Oerlikon Ost, wo sie von der bestehenden Tramstrecke abzweigt und nach Osten über die neue VBZ-Tramstrecke zur Verzweigung Leutschenbach führt. Mit der Linie 11 teilt sie auf dem Abschnitt bis zur Verzweigung Glattpark das Trassee der ersten Etappe und übernimmt dort das Trassee der zweiten Etappe zum Flughafen.
Auch mit dem Betrieb der zweiten Etappe wurden die VBZ beauftragt. Auf Wunsch der VBG werden auf der Linie 10 ins Glattal ausschliesslich Cobra-Trams zum Einsatz kommen, und zwar im neuen Corporate Design der VBG. Weitere Punkte des endgültigen Betriebskonzepts waren lange Zeit nicht restlos geklärt, so entsprach unter anderem das von den VBG angestrebte Taktmuster (auf der Neubaustrecke im Hauptverkehr alle 7,5 Minuten, sonst alle 15 Minuten) nicht dem damaligen städtischen Taktfahrplan, was sich allerdings von selbst erübrigte, da die VBZ im Dezember 2008 ihren Taktfahrplan insofern änderten, als zur HVZ die Trams alle 7,5 Minuten fahren sollen. Die offenen Fragen standen auch in direktem Zusammenhang mit dem Tram Zürich West, das im Dezember 2011 in Betrieb gehen soll und auch die Linie 10 betreffen wird.

### Auzelg–Bahnhof Stettbach (Etappe 3)

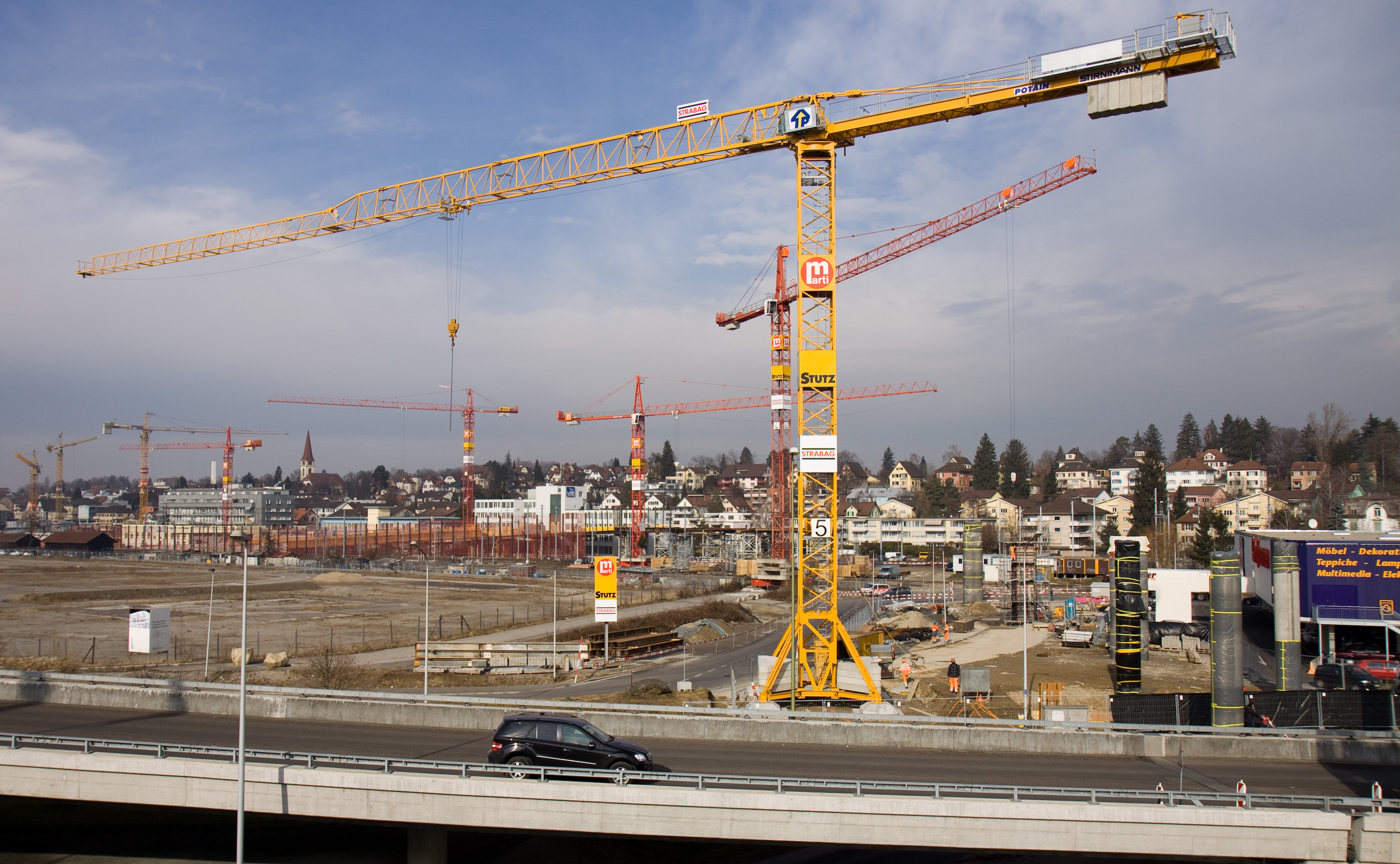
Baustelle der dritten Etappe zwischen Wallisellen und Glattzentrum (2009)

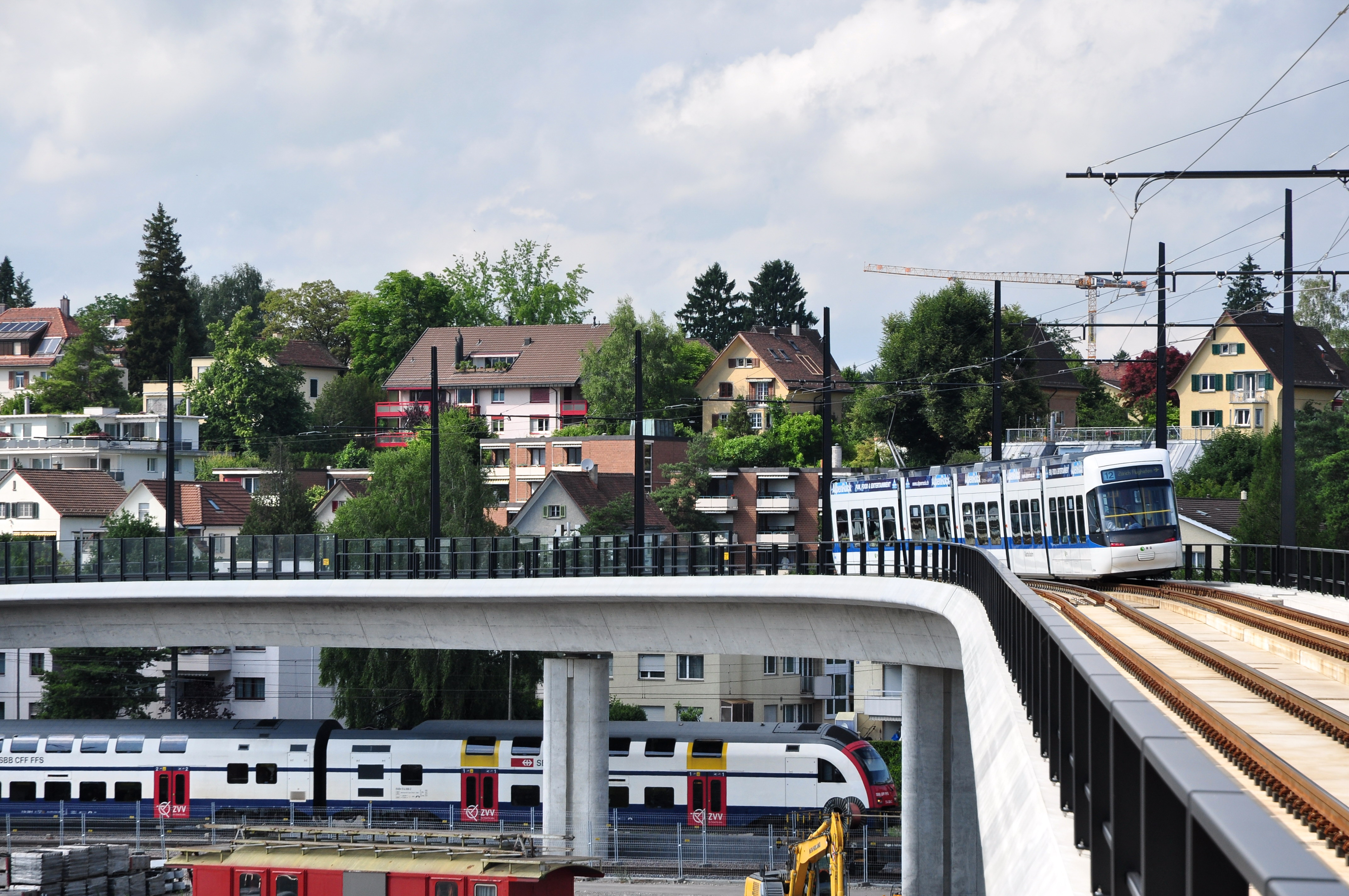
Glattalbahn bei Wallisellen Bahnhof Glattzentrum (2011)

Von der Endstation Stettbach der bestehenden Tramlinie 7 führt eine Linie zur Wendeschleife Auzelg. Von dort verkehrt diese auf dem Trassee der verlängerten Linie 11 bis Glattpark und anschliessend auf dem Trassee der verlängerten Linie 10 in Richtung Flughafen Fracht. Diese Linie erhielt die Nummer 12, in der ursprünglichen Planung wurde die Bezeichnung «Linie C» verwendet.
Baubeginn für diesen Abschnitt war der 10. Juli 2008, kurz vor Abschluss der zweiten Etappe. Die Fertigstellung erfolgte im September 2010, die Inbetriebnahme fand nach einer Testphase zusammen mit dem Fahrplanwechsel vom 12. Dezember 2010 statt.
Kernstück dieser dritten Etappe ist die Linienführung auf dem Gebiet der Gemeinde Wallisellen: Nach der Station Neugut führt ein 1209 m langes Viadukt unter der Autobahn A1 durch, erreicht dann die in Hochlage erstellte Station Glatt, welche das gleichnamige Einkaufszentrum wie auch das Richti-Areal erschliesst. Von dort aus führt das Viadukt weiter zum Bahnhof Wallisellen, wobei die Bahnlinie der SBB überbrückt wird.

### Optionen

#### «Ringbahn Hardwald»
Eine Verlängerung der Glattalbahn von der Endstation Flughafen Fracht bis zum Bahnhof Bassersdorf ist geplant. Die Strecke soll entlang des Altbachs durchs Klotener Zentrum führen und im Industriegebiet auf die Steinackerstrasse abzweigen, auf der sie bis ins Gewerbegebiet Grindel in Bassersdorf weiterverläuft. Nach der Durchquerung des Dorfzentrums führt die Strecke dann zum Bahnhof.
Die vollständige Schliessung des Rings um den Hardwald mittels einer Verbindung vom Bahnhof Bassersdorf bis zur Haltestelle Neugut in Wallisellen (Bahnhof Bassersdorf – Bahnhof Dietlikon – Industrie Dietlikon – Wangen – Flugplatz Dübendorf – Neugut) ist eine weitere Option, für die das entsprechende Trassee freigehalten wird.
Ab 2027 soll die Strecke vom Flughafen ins Zentrum von Kloten weiter in das Industriegebiet Steinacker verlängert werden mit Endstation bzw. Wendeschlaufe Grubenstrasse. Das Projekt beinhaltet eine Brücke über die Flughafenautobahn, verbesserten Hochwasserschutz für Kloten und den Flughafen Zürich, eine Velohauptverbindung und die ökologische Aufwertung von Altbach und Bedenseebach im Zentrum Klotens.

#### Tramverlängerungen
Eng im Zusammenhang mit der Glattalbahn stehen mögliche Verlängerungen der Tramlinien der VBZ. Als Ergebnis der regionalen Verkehrskonferenz Glattal sind Verlängerungen der Tramlinien 7 (nach Bahnhof Dübendorf Nord und später Wangen) und 9 (nach Glattzentrum und später Bahnhof Dietlikon Süd) im kantonalen Richtplan eingetragen, die die Trassees der Glattalbahn mitbenutzen würden. Aufgrund der Bevölkerungs- und Verkehrsprognosen ist hierfür allerdings bis ins Jahr 2025 kein Bedarf ausgewiesen, deshalb gibt es im Moment weder konkrete Planungen noch Konzessionsgesuche für die entsprechenden Strecken.

## Infrastruktur

### Depot
In der ursprünglichen Planung war für die Glattalbahn ein Depot im Gebiet Oberhauserriet/Glattpark vorgesehen. Dieses wurde im Rahmen der Überarbeitungen gestrichen. Die VBZ wurden mit dem gesamten Betrieb auf der Glattalbahn-Infrastruktur beauftragt. Das Problem der Unterbringung der Fahrzeuge wurde so auf die VBZ übertragen.
Der Fahrzeug-Mehrbedarf konnte durch die Einlösung bestehender Bestelloptionen für Cobra-Trams gedeckt werden, die die VBZ Ende 2005 mit Bombardier Transportation abgeschlossen hatten. Da diese Fahrzeuge allerdings erst nach Abschluss der laufenden Lieferung der ersten Hauptserie ausgeliefert wurden, musste der Mehrbedarf vorerst aus dem eigenen Bestand gedeckt werden. Dadurch blieben die zur Ausrangierung bestimmten «Mirage-Trams» bis zum Juni 2010 weitaus länger als geplant im Einsatz.
Zur Aufnahme der Fahrzeuge für die Glattalbahn wurde das Tramdepot Oerlikon erweitert; es ist das einzige der fünf VBZ-Depots, das im Glattal liegt, und nur dieses Depot ermöglicht einigermassen kurze Anfahrtszeiten ins Einsatzgebiet. Die Depothalle wurde um vier neue Abstellgleise erweitert und die Infrastruktur angepasst, um die Cobra-Trams warten zu können. Mit dem Bau wurde 2010 gestartet.

### Knotenpunkte
Zentraler Knotenpunkt der Glattalbahn ist die Haltestelle Glattpark am Stadtrand von Zürich und Opfikon-Glattbrugg, die sowohl von den verlängerten Linien 10 und 11 als auch von der neuen Linie 12 bedient wird.
Die Verzweigung Leutschenbach (ursprünglich Airgate) wurde ebenfalls im Rahmen der ersten Etappe erstellt. Sie wurde im Rahmen der zweiten Etappe von den VBZ vervollständigt und mit der  Tramstrecke Oerlikon–Seebach an der Haltestelle Bahnhof Oerlikon Ost verbunden.
Die Bahnhöfe Flughafen, Balsberg, Glattbrugg und Wallisellen, welche zuvor nur mit Autobussen erschlossen waren, erhielten Haltestellen im Netz der Glattalbahn. Die Bahnhöfe Oerlikon und Stettbach, die bereits mit Tramlinien erschlossen waren, werden nun von Linien bedient, die über das Netz der Glattalbahn verkehren.

## Juristischer Status als reiner Ortsverkehr
Die Glattalbahn (Tramlinie 10) ist im Sinne der schweizerischen Gesetzgebung eine Strecke mit reinem Ortsverkehr, da sie parallel zu bereits bestehenden regionalen Eisenbahnlinien verkehrt. Aus diesem Grund kann der Artikel 9, Absatz 2 der Fahrplanverordnung zur Anwendung kommen. Dieser entbindet den Betreiber von der Pflicht, einen Fahrplan zu veröffentlichen, in dem für jede Komposition die genaue Verkehrszeit ersichtlich ist. Die Publikation der Linienbezeichnungen und der Betriebszeiten reicht dazu aus (was mit der Bekanntgabe im Fahrplanfeld 70.000 erfüllt ist).

## Sonstiges
Auf Fahrplanwechsel Ende 2021 wurde die Haltestelle Dübendorf, Giessen in Dübendorf, Am Ring umbenannt. Grund für die Umbenennung ist die neu entstehende Überbauung «Am Ring».